# Naoya Tamura
Naoya Tamura (田村 直也?, Tamura Naoya; Tokyo, 20 novembre 1984) è un ex calciatore giapponese, di ruolo centrocampista.